# 7387 Malbil
7387 Malbil este un asteroid din centura principală de asteroizi.

## Descriere
7387 Malbil este un asteroid din centura principală de asteroizi. A fost descoperit pe 30 ianuarie 1982 la Stația Anderson Mesa de Edward L. G. Bowell. El prezintă o orbită caracterizată de o semiaxă mare de 2,45 ua, o excentricitate de 0,15 și o înclinație de 7,1° în raport cu ecliptica.